# 国棋戦
国棋戦（こくきせん）は、韓国の囲碁の棋戦。1975年に創設、1997年に第20期途中で終了。
- 主催 京郷新聞

これと別に、1974-78年に3期実施されたMBC杯国期戦がある。（帝王戦参照）

## 方式
- （1期）決勝三番勝負、（2期）挑戦手合三番勝負、（3-19期）挑戦手合五番勝負

## 歴代優勝者と挑戦手合
（左が優勝者）
1. 1975年 曺薫鉉 2-0 張斗軫
2. 1976年 曺薫鉉 2-1 徐奉洙
3. 1977年 曺薫鉉 3-0 徐奉洙
4. 1978年 曺薫鉉 3-0 河燦錫
5. 1979年 曺薫鉉 3-0 徐奉洙
6. 1980年 徐奉洙 3-2 曺薫鉉
7. 1981年 曺薫鉉 3-2 徐奉洙
8. 1982年 曺薫鉉 3-0 徐奉洙
9. 1983年 曺薫鉉 3-1 徐奉洙
10. 1984年 曺薫鉉 3-0 徐奉洙
11. 1985年 曺薫鉉 3-0 徐奉洙
12. 1986年 曺薫鉉 3-1 姜勲
13. 1987年 曺薫鉉 3-0 姜勲
14. 1988年 徐奉洙 3-2 曺薫鉉
15. 1992年 徐奉洙 3-1 曺薫鉉
16. 1993年 李昌鎬 3-1 徐奉洙
17. 1994年 李昌鎬 3-1 金承俊
18. 1995年 李昌鎬 3-0 劉昌赫
19. 1996年 李昌鎬 3-2 梁宰豪